# ストリチナヤ
ストリチナヤ(ロシア語:Столичная；ラテン文字表記:Stolichnaya)は、ウォッカの銘柄の一つ。
ストリチナヤはロシア語で「首都の」を意味する。その名の通り、1901年にモスクワで製造が始められたことに由来する。現在ではイルクーツクをはじめとしてロシア各地やラトビアの工場で生産されている。ボトルの朱色の枠のラベルに描かれているのは、モスクワ中心部にあるホテル・モスクワの旧建物とされるが、ゴスプランのあった建物もしくは二つを合わせた建物という説もある。
原料には自社農場で栽培した穀物を使用している。その品質の高さから国内では人気が高く、国際酒類博覧会でメダルを獲得した実績もある。佐藤優によるとボリス・エリツィンが好んでおり、在任中は公式な晩餐会にも出されていたという。
外貨獲得のためソビエト連邦時代から食料輸出輸入公団（S.P.I. Groupの前身）によって輸出されており、西側諸国ではカクテルベースとして人気があった。アメリカでの販売権はペプシコが、ソ連で販売されるペプシコーラの濃縮液との物々交換で獲得した。
近年では多数のバリエーションが生産されている。
- プレミアム品
  - ストロワヤ - アルコール度数が50度。
  - エリート - 近代的な濾過法を採用し、純度を向上させている。
  - ゴールド - モスクワの蒸留所（クリスタル・ディスティラリー）で、伝統的な製法により生産。

- フレーバー付き（アルコール度数は37.5度）
  - STOLI ORANGE - オレンジ。日本では「ストリチナヤ･オレンジ」
  - STOLI CITROS- シトラス。日本では「ストリチナヤ･シトラス」
  - リモナーヤ - レモン
  - ペルツォフカ - トウガラシ
- その他にもバニラ・アップル・ピーチ、Pomegranik(ザクロ）等が別銘柄で生産、輸出されている。

アメリカなどでは赤軍合唱団によるコーラスをバックに、レーニンやガガーリンといった著名なロシア人の写真やキリル文字風のアルファベットが使用され、締めのナレーションもロシア訛りという、ソビエト時代のプロパガンダ、社会主義リアリズムをパロディにしたCMが放映されていた。
日本では2018年1月からは日本ビールが輸入元となりラトビア工場の製品を「ストリチナヤ・プレミアム」の商品名で750ml、500ml、50mlの瓶を販売している。またエリートとゴールドの他、いくつかのフレーバー付きのものも輸入している。
なお、ソ連時代にS.P.I.が取り扱っていたウォッカで、日本に輸入されていたのはストリチナヤのほか
- モスコフスカヤ - 「モスクワの」の意味。アルコール度数40度だが、ストリチナヤより少し低価格品とされた。
- ルスカヤ - 「ロシアの」の意味。アルコール度数40度だが、モスコフスカヤよりさらに少し低価格品とされた。
- ストロワヤ - 「食卓の」の意味。アルコール度数50度
- クレプカヤ - 「強い」の意味。アルコール度数56度
- クバンスカヤ - 「クバーニ地方の」の意味。アルコール度数40度でオレンジとレモンの皮の香りが付けられている
- リモーナヤ - 「レモンの」の意味。アルコール度数40度でレモンピールを漬け込んでいる
- ズブロッカ - バイソングラス(Bison Grass)のエキスを入れたもの。アルコール度数40度。ポーランド製ウォッカのズブロッカとは別物
- ペルツォフカ - アルコール度数35度で唐辛子やブラックペッパーを漬け込んだもの
- スタルカ - 「古い」の意味。アルコール度数43度でブランデーやポート・ワインをブレンドし、リンゴや梨の芽を漬け込んで3年間熟成させている
- オホートニチヤ - 「狩人の」の意味。アルコール度数43度でポート・ワインをブレンドし、スパイス類やレモンピールを漬け込んでいる。日本では「ハンターウォッカ」の商品名

などである。これらは長らく日本への輸入が止まっていたが、一部の商品は酒類の専門業者が少数の輸入を再開している。